# 名誉勲章受章者の一覧
名誉勲章受章者の一覧は、アメリカ合衆国が定める最高位軍事勲章である名誉勲章（Medal of Honor）を受章した人物の一覧である。
南北戦争中、アメリカ合衆国政府は最高位の軍事勲章として名誉勲章を制定した。合衆国の敵対者との戦いの中で、自らの生命の危険を顧みず、また課せられた義務を超える功績を示した軍人に対して授与される。その性質上、死後追贈となることも多い。
授与は合衆国議会の名の下に合衆国大統領から行われる。1861年の制定以来、全軍（陸軍、海軍、空軍、海兵隊、沿岸警備隊）あわせて3,500名以上の受章者があり、そのうち19名は2度受章している。
授与の理由となった戦功に関する記述を含む勲記の内容は定期的に書籍として出版されている。第二次世界大戦後には陸軍および海軍から厚表紙本として出版された。1964年から1979年にかけて、合衆国上院保健・教育・労働・年金委員会の元に設置されていた退役軍人業務小委員会（Subcommittee on Veterans' Affairs, 後に退役軍人業務委員会）は、当時最新のものまで全ての名誉勲章勲記を収録した全集を編纂した。1979年以降、これに対する追記および編集は議会調査局によって定期的に行われている。
陸軍における最初の名誉勲章受章者は、南北戦争中のアンドリュース攻撃にて戦功を上げたジェイコブ・パロット一等兵である。最初の黒人（アフリカ系アメリカ人）受章者は、ウィリアム・ハーヴェイ・カーニーである。カーニーは南北戦争の最中、顔面、肩、腕、脚を撃たれつつも、合衆国旗を地面に触れさせずに掲げ続けた。唯一の女性受章者は、外科医として南北戦争に従軍したメアリー・エドワーズ・ウォーカーである。彼女は非戦闘員であったため、授与要件の変更があった1917年には受章を取消されたものの、1977年にはジミー・カーター大統領により回復されている。
現在、名誉勲章は1918年に制定された合衆国法典第10編第6241条（合衆国法典第10編第6241条 10 U.S.C. § 6241）に基づいて運用されている。授与対象者は授与要件となる勇敢な行いの時点でアメリカ軍に従軍していなければならないと明確に定められているものの、実際にはいくつかの例外も存在する。例えばチャールズ・リンドバーグは陸軍航空隊予備役ではあったものの、民間パイロットとしての功績について名誉勲章を受章している。原則としてアメリカ軍人のみが授与の対象となるが、アメリカ合衆国の市民権は授与の要件ではない。アメリカ軍人として従軍したカナダ人からは61人の受章者が出ており、そのほとんどは南北戦争での戦功を称えたものである。1900年以降に名誉勲章を受章したカナダ人はわずか4人で、ベトナム戦争ではアメリカの市民権を有するピーター・C・レモンが唯一のカナダ人受章者となっている。

## 19世紀

### 南北戦争
南北戦争（1861年 - 1865年）は、アメリカ合衆国（北軍）と、合衆国から分離した南部諸州によるアメリカ連合国（南軍）との間で戦われた戦争である。名誉勲章はこの戦争の際に制定された。南北戦争においては1,523人の名誉勲章受章者があり、このうち33人が死後追贈である。大部分は終戦後に授与されており、アンドリュー・ジャクソン・スミス（2001年授与）やアロンゾ・クーシング（2014年授与）は終戦から100年以上経ってから改めて授与が行われている。

### インディアン戦争
インディアン戦争（1622年 - 1890年）は、北米への入植を図った植民地政府および連邦政府とアメリカン・インディアンとの間で生じた一連の衝突を指すアメリカ側の呼称である。インディアン戦争においては426人の名誉勲章受章者があり、このうち13人が死後追贈である。
受章者のうち、20人はウンデット・ニーの虐殺に関与したとされる。

### 朝鮮遠征（辛未洋擾）
辛未洋擾（1871年）における出兵は、アメリカの歴史上最初の朝鮮半島における軍事活動である。戦闘は朝鮮国領だった江華島の周辺で主に行われた。出兵の目的は通商および国交確立のために派遣されていた外交使節団の支援、そして沈没した商船ジェネラル・シャーマン号の消息を調査することであった。朝鮮国側の鎖国政策とアメリカ側の開国要求の対立は、やがて本格的な武力衝突へと発展した。最終的に、アメリカ側はその目的を達成することができなかった。
| 画像                                                                                                   | 名前                                            | 所属   | 階級                                | 場所                 | 日付                 | 部隊             | 備考                                                                                               |
| --- | ----------------------------------------------- | ------ | ----------------------------------- | -------------------- | -------------------- | ---------------- | -------------------------------------------------------------------------------------------------- |
| — | ジョン・アンドリューズ John Andrews             | 海軍   | 一等水兵 Ordinary Seaman, E-2       | USS ベニシア         | 1871年6月9日 - 10日  | USS ベニシア     | 敵の銃火に晒されつつもベニシア所属のランチ艇の船べりに立ち、正確な砲撃観測を行ったことにより受章。 |
| 右端の兵士                                                                                             | チャールズ・ブラウン Charles Brown              | 海兵隊 | 伍長 Corpotal, E-4                  | USS コロラド艦上     | 1871年6月11日        | USS コロラド     | 朝鮮国軍の要塞から軍旗（帥字旗、en:Sujagi）を奪った功績により受章。                                |
| — | ジョン・コールマン John Coleman                 | 海兵隊 | 一等兵 Private, E-1                 | USS コロラド艦上     | 1871年6月11日        | USS コロラド     | アレグサンダー・マッケンジーを救うべく敵に白兵戦を挑んだ功績により受章。                           |
| — | ジェームズ・ドハティ James Dougherty            | 海兵隊 | 一等兵 Private, E-1                 | USS カロンデット艦上 | 1871年6月11日        | USS カロンデット | 複数回の負傷後も任務に復帰した功績により受章。                                                     |
| — | フレデリック・フランクリン Frederick Franklin   | 海軍   | 操舵兵曹 Quartermaster, E-4         | USS コロラド艦上     | 1871年6月11日        | USS コロラド     | 中隊長マッキー大尉の負傷後に指揮を引き継ぎ、敵の攻勢に耐えた功績により受章。                       |
| — | パトリック・H・グレース Patrick H. Grace        | 海軍   | 操舵兵曹長 Chief Quartermaster, E-7 | USS ベニシア艦上     | 1871年6月10日 - 11日 | USS ベニシア     | 冷静に任務を遂行し、称賛に値する勇敢な行いが認められた為に受章。                                   |
| 左端の兵士                                                                                             | サイラス・ヘイデン Cyrus Hayden                 | 海軍   | 船大工 Carpenter, N-1               | USS コロラド艦上     | 1871年6月11日        | USS コロラド     | 大隊旗手として軍旗を掲げ、また苛烈な攻撃の中でそれを護った功績から受章。                           |
| Head and shoulders of an otherwise-cleancut man with an enormous mustache, in circa-1900 formal dress. | ウィリアム・F・ルークス                         | 海軍   | 二等水兵 Landsman, E-1              | 江華島               | 1871年6月9日 - 10日  | USS コロラド     | 要塞内の戦闘で頭部を斬り付けられ重傷を負いながらも戦った功績により受章。                           |
| — | アレグザンダー・マッケンジー Alexander McKenzie | 海軍   | 掌帆兵曹 Boatswain's Mate, E-6      | USS コロラド艦上     | 1871年6月11日        | USS コロラド     | マッキー大尉と共に戦い、頭部を斬り付けられ重傷を負いながらも戦い続けた功績により受章。             |
| — | マイケル・マクナマラ Michael McNamara           | 海兵隊 | 一等兵 Private, E-1                 | USS ベニシア艦上     | 1871年6月11日        | USS ベニシア     | 胸壁上の戦闘で敵から火縄銃を奪った功績により受章。                                                 |
| — | ジェームズ・F・マートン James F. Merton         | 海軍   | 二等水兵 Landsman, E-1              | 江華島               | 1871年6月9日 - 10日  | USS コロラド     | 要塞での戦闘において腕を負傷しつつ戦った功績により受章。                                           |
| — | マイケル・オーウェンズ Michael Owens            | 海兵隊 | 一等兵 Private, E-1                 | USS コロラド艦上     | 1871年6月11日        | USS コロラド     | 重傷を負いながらも勇敢に白兵戦を挑んだ功績により受章。                                             |
| 中央の兵士                                                                                             | ヒュー・パーヴィス Hugh Purvis                  | 海兵隊 | 一等兵 Private, E-1                 | USS アラスカ艦上     | 1871年6月11日        | USS アラスカ     | 最初に要塞の壁をよじ登り、軍旗を奪った功績により受章。                                             |
| — | サミュエル・F・ロジャーズ Samuel F. Rogers      | 海軍   | 操舵兵曹 Quartermaster, E-4         | USS コロラド艦上     | 1871年6月11日        | USS コロラド     | マッキー大尉と共に戦い、負傷しながらも戦い続けた功績により受章。                                   |
| — | ウィリアム・トロイ William Troy                 | 海軍   | 一等水兵 Ordinary Seaman, E-2       | USS コロラド艦上     | 1871年6月11日        | USS コロラド     | マッキー大尉と共に戦い、負傷しながらも戦い続けた功績により受章。                                   |

### 米西戦争
米西戦争（1898年）は、1898年4月から始まったアメリカ合衆国とスペイン帝国の軍事的衝突である。同年8月には戦闘行為が停止し、12月のパリ和平条約調印を以って終戦した。アメリカはスペインに対しキューバの独立運動の平和的解決を求めたが、これを拒否されたことが開戦の発端となった。また、スペインの海外領土（キューバ、プエルトリコ、フィリピン、グアム、カロリン諸島）での権益獲得を求めるアメリカ国内の拡張主義的世論の影響もあったとされる。
ハバナでの親スペイン派暴動の発生を受け、アメリカは権益保護の為に戦艦USSメインを派遣した。やがてUSSメインが原因不明の爆発により沈没すると、アメリカ国内の緊張が高まると共にイエロー・ジャーナリズムが盛り上がり、大手メディアがスペイン側の残虐行為を大々的に報じて国内世論を混乱させた。結局、戦争はフィリピン方面およびキューバ方面におけるアメリカ海軍の決定的勝利により終結した。パリ平和条約に基づき、アメリカは旧スペイン植民地のうちプエルトリコ、フィリピン、グアムの統治権を引き継いだ。この戦争では111人の名誉勲章受章者が出ている。

### サモア内戦
サモア内戦とは、19世紀末に南太平洋のサモア諸島で起こった一連の政治的闘争に対するヨーロッパ側からの呼称である。ドイツ帝国、イギリス、アメリカによる一連の戦闘を指し、1899年の諸島分断によって終結した。また、紛争の最終段階は特に第二次サモア内戦と呼ばれる。第一次内戦は8年間続き、当事者であるサモアの各勢力はドイツ、イギリス、アメリカから大量の装備を受け取り、訓練を施され、時にはそれら大国から援軍が送られることもあった。これらの3大国は、海運事業における石炭の補給拠点としてサモアを評価し、加えて所有権が1870年以降明確ではなかったサモアの領土にも価値を見出していた。
| 画像 | 名前                                              | 所属   | 階級                                        | 場所                     | 日付         | 部隊                | 備考                                                                                             |
| --- | ------------------------------------------------- | ------ | ------------------------------------------- | ------------------------ | ------------ | ------------------- | ------------------------------------------------------------------------------------------------ |
| — | フレデリック・T・フィッシャー Frederick T. Fisher | 海軍   | 一等砲術兵曹 Gunner's Mate First Class, E-6 | USS フィラデルフィア艦上 | 1899年4月1日 | USSフィラデルフィア | 敵前での勇敢な行いにより受章。                                                                   |
| — | ブルーノ・A・フォースタラー Bruno A. Forsterer    | 海兵隊 | 軍曹 Sergeant, E-5                          | サモア                   | 1899年4月1日 | 不明                | 敵前での勇敢な行いにより受章。                                                                   |
| Top half of man in formal 1900s military dress, wearing a star-shaped medal on a ribbon around his neck. | ヘンリー・L・ハルバート Henry L. Hulbert          | 海兵隊 | 一等兵 Private, E-1                         | サモア                   | 1899年4月1日 | 不明                | 敵前での勇敢な行いにより受章。後の第一次世界大戦では、海軍十字章および殊勲十字章を受章している。 |
| — | マイケル・J・マクナリー Michael J. McNally        | 海兵隊 | 軍曹 Sergeant, E-5                          | サモア                   | 1899年4月1日 | 不明                | 敵前での勇敢な行いにより受章。                                                                   |

### 米比戦争
米比戦争（1899年 - 1902年）は、アメリカ合衆国とフィリピン第一共和国の間で戦われた戦争である。アメリカの植民地支配に対するフィリピン人の政治的反発がその発端であった。公的には1902年7月4日に終戦が宣言された。しかし、実際には1913年までアメリカ軍と旧共和国軍およびその他の勢力との戦闘が継続していた為、この期間を戦争に含めるべきと考える研究者もいる。
米比戦争においては86人の名誉勲章受章者があり、その内訳は陸軍70人、海軍10人、海兵隊6人である。また、4人が死後追贈となっている。受章者の中にはラザフォード・ヘイズ大統領の息子であるウェッブ・ヘイズがいる。そのほか、著名な海兵隊士官のハイラン・ベアーズ、デイヴィッド・ディクソン・ポーターもいた。ベアーズは敵前線の後方における長距離偵察任務に従事し、後の第一次世界大戦にも大佐として従軍している。ポーターは軍人一家の出身で、後に少将に昇進している。フィリピン・スカウトのホセ・B・ニスペロスは、名誉勲章を受章した最初のアジア人である。

### 義和団の乱
義和団の乱（1899年11月 - 1901年9月）は、清朝末期に起こった反乱である。当時の清国は貿易、政治、宗教、技術など、様々な分野で諸外国の強い影響下にあり、義和団はこれに反発して蜂起した秘密結社である。義和団の乱は、清国北部における農民主体の排外主義・反帝国主義的な反乱という形で始まった。彼らは風水思想に反する鉄道建築を行った外国人、キリスト教徒などが諸外国の影響を強めた根源であると主張し、これらを攻撃した。1900年6月には北京へ入城した義和団によって230名の外国人が殺害される。山東省と山西省では中国人キリスト教徒数万人が殺害された。西太后の清国政府はこうした事態に何ら対処を行わず、北京に残っていた諸外国の外交官、民間人、軍人、および中国人キリスト教徒らは八カ国連合軍の兵士20,000人による救出作戦が行われるまで、55日間の籠城に耐えることとなった。戦闘終結後、清国政府は莫大な賠償金の支払い、そして諸交渉における大幅な譲歩を強いられた。以後、弱体化した清国では様々な改革や政変が起こり、やがて清朝の終焉と中華民国の建国へと繋がった。
義和団の乱においては59人の名誉勲章受章者があり、その内訳は陸軍4人、海軍22人、海兵隊33人である。このうち海兵隊員のハリー・フィッシャーのみが死後追贈となっている。フィッシャーは名誉勲章を追贈された最初の海兵隊員であった。

## 20世紀

### ベラクルス占領
アメリカ合衆国のベラクルス占領は、1914年4月9日のタンピコ事件への対応として実施され、以後6ヶ月間続いた。事件はメキシコ革命に関連して米墨の外交関係が悪化しつつある只中に起こった。
海軍長官ジョセファス・ダニエルズは、占領任務に参加した軍人のうち56名について名誉勲章の授与を決定した。最終的には63人の名誉勲章受章者があり、その内訳は陸軍1人、海軍53人、海兵隊9人である。

### ハイチ占領
アメリカ合衆国のハイチ占領は、1915年7月28日から1934年8月中頃まで続いた。
| 画像 | 名前                                            | 所属   | 階級                           | 場所                 | 日付                           | 部隊                | 備考                                                                                                 |
| ---- | ----------------------------------------------- | ------ | ------------------------------ | -------------------- | ------------------------------ | ------------------- | --- |
|      | スメドレー・バトラー Smedley Butler             | 海兵隊 | 少佐 Major, O-4                | フォールリビエレ     | 1915年11月17日                 | 第2海兵連隊         | 2度目の受章。1度目はメキシコ遠征中に受章。                                                           |
| —    | ウィリアム・R・ボタン William R. Button         | 海兵隊 | 伍長 Corporal, E-4             | グラン・リビエレ近く | 1919年10月31日 - 1919年11月1日 | 第7海兵連隊         | 反乱軍指導者シャルルマーニュ・ペラルト暗殺、および反乱軍撃滅の戦功により受章。                       |
|      | ダニエル・デイリー Daniel Daly                  | 海兵隊 | 一等軍曹 Gunnery Sergeant, E-7 | フォールリベルテ近く | 1915年10月24日                 | 第2海兵連隊第15中隊 | 2度目の受章。1度目は義和団の乱において受章。                                                         |
|      | ハーマン・H・ハンネケン Herman H. Hanneken      | 海兵隊 | 軍曹 Sergeant, E-5             | グラン・リビエレ近く | 1919年10月31日 - 1919年11月1日 | 第7海兵連隊         | 反乱軍指導者シャルルマーニュ・ペラルト暗殺、および反乱軍撃滅の戦功により受章。                       |
| —    | ロス・L・アイムス Ross L. Iams                  | 海兵隊 | 軍曹 Sergeant, E-5             | フォールリベルテ近く | 1915年11月17日                 | 第2海兵連隊第5中隊  | 壁を超えて要塞に侵入し、反乱軍が制圧されるまで白兵戦を続けた戦功により受章。                         |
| —    | サミュエル・マルグリーズ Samuel Marguiles       | 海兵隊 | 一等兵 Private, E-1            | フォールリビエレ     | 1915年11月17日                 | 第2海兵連隊第23中隊 | 彼は「サミュエル・グロス」（Samuel Gross）という名で入隊しており、名誉勲章もこの名前で受章している。 |
| —    | エドワード・A・オスターマン Edward A. Ostermann | 海兵隊 | 中尉 First Lieutenant, O-2     | フォールリベルテ近く | 1915年10月24日                 | 第2海兵連隊第15中隊 | フォールディピティエへの攻撃に際し、分隊を率いて反乱軍を撃破した戦功により受章。                     |
|      | ウィリアム・P・アップシャー William P. Upshur   | 海兵隊 | 大尉 Captain, O-3              | フォールリベルテ近く | 1915年10月24日                 | 第2海兵連隊第15中隊 | フォールディピティエへの攻撃に際し、分隊を率いて反乱軍を撃破した戦功により受章。                     |

### ドミニカ共和国占領
アメリカ合衆国のドミニカ共和国占領は、1916年から1924年まで続いた。1917年5月、ウィリアム・バンクス・ケイパートン海軍少将はサントドミンゴへの艦砲射撃を行い、デシデリオ・アリアス将軍に撤退を強いた。同年11月までに海兵隊はドミニカ全土を制圧し、軍政府当局の設置が行われた。海兵隊は東部地域を除く共和国の大部分で治安維持を実施し、また軍政府は財政の健全化および債務の返済、インフラ整備、統一された軍組織（ドミニカ警察隊, DCG）の編成などを行った。
| 画像 | 名前                                           | 所属   | 階級                         | 場所                                           | 日付           | 部隊                    | 備考                                   |
| --- | ---------------------------------------------- | ------ | ---------------------------- | ---------------------------------------------- | -------------- | ----------------------- | -------------------------------------- |
| Head and shoulders of square-jawed man in circa 1920 formal U.S. Marine uniform.                                                       | ジョセフ・A・グローウィン Joseph A. Glowin     | 海兵隊 | 伍長 Corporal, E-4           | ドミニカ共和国・グアヤカネス                   | 1916年7月3日   | 第1旅団砲兵大隊第13中隊 | 優勢な反乱軍への果敢な抵抗により受章。 |
| — | アーネスト・C・ウィリアムス Ernest C. Williams | 海兵隊 | 少尉 First Lieutenant, O-2   | ドミニカ共和国・サンフランシスコ・デ・マコリス | 1916年11月29日 | 第1旅団                 | 要塞占領を指揮した功績により受章。     |
| Head and shoulders of man in circa 1920 U.S. Marine dress uniform, wearing a star-shaped medal hanging from a ribbon under his collar. | ロズウェル・ウィナンス Roswell Winans          | 海兵隊 | 先任曹長 First Sergeant, E-8 | ドミニカ共和国・グアヤカネス                   | 1916年7月3日   | 第1旅団                 | 優勢な反乱軍への果敢な抵抗により受章。 |

### 第一次世界大戦
第一次世界大戦（1914年 - 1918年）は、ヨーロッパを主戦場として戦われた史上初の世界大戦である。死傷者は4,000万人以上を数え、およそ2,000万人の軍人および民間人が死亡した。ヨーロッパにおいては、6,000万人以上の兵士が動員された。1914年6月28日、オーストリア＝ハンガリー帝国の皇位継承者だったフェルディナント大公が、ボスニア系セルビア人の黒手組党員ガヴリロ・プリンツィプによって暗殺された（サラエボ事件）。これを受けたオーストリア＝ハンガリー帝国がセルビア王国に対する報復的な宣戦布告を行うと、両国がそれぞれ結んでいた同盟関係によって連鎖的に参戦国は増加し、およそ1ヶ月のうちにヨーロッパのほぼ全ての国が参戦することとなった。
第一次世界大戦においては126人の名誉勲章受章者があり、このうち4人の海兵隊員は陸海軍の双方から名誉勲章を授与された。

### ニカラグア占領
アメリカ合衆国のニカラグア占領は、1909年から1933年まで行われたが、それ以前にも何度か介入が行われている。この介入は、アメリカ以外の各国による地峡運河建設の阻止を目的としていた。1916年、ブライアン・チャモロ協定のもと、ニカラグアは准保護国と位置づけられた。アメリカ軍による占領は、アウグスト・セサル・サンディーノ将軍による反米革命の末に終結した。また、同時期にはいわゆる大恐慌が始まっており、占領に伴う軍事支出が問題視されたことも撤兵の一因となった。
| 画像 | 名前                                            | 所属   | 階級                       | 場所                                           | 日付                        | 部隊          | 備考 |
| ---- | ----------------------------------------------- | ------ | -------------------------- | ---------------------------------------------- | --------------------------- | ------------- | --- |
|      | クリスティアン・F・シュルト Christian F. Schilt | 海兵隊 | 少尉 First Lieutenant, O-2 | ニカラグア・キラリ                             | 1928年1月6日 - 1928年1月8日 | 第7偵察航空隊 | 銃撃を受けながらも負傷した海兵隊員を航空機を用い救出したことにより受章。                                                                              |
|      | ドナルド・L・トゥルーズデル Donald L. Truesdale | 海兵隊 | 伍長 Corporal, E-4         | ニカラグア北部・ココ川およびコンスタンシア近く | 1932年4月24日               | 国家警備隊    | 1942年7月25日に"Truesdell"へと改名するまで、彼の姓の綴りは"Truesdale"だった。信管が誤作動した手榴弾から部下を守ろうとして片手を失ったことにより受章。 |

### 第二次世界大戦
第二次世界大戦は、同時期に勃発した2つの戦争、すなわち1937年にアジアで始まった日中戦争と1939年にヨーロッパで始まったポーランド侵攻が発端となった。これらの戦争はやがて各国へと波及し、世界を枢軸国と連合国の2陣営へと分断した。軍民合わせて1億人以上が動員され、人類史上最も広範な戦争となり、大部分の参戦国はいわゆる国家総力戦の状態に突入した。国家の有する経済、産業、科学技術の全てが戦争努力に費やされた結果、最終的に6,000万人以上の死者（大部分は民間人）を出す史上最も凄惨な戦争となった。さらに各国が投入した軍事費は合計して1兆ドル程度（1944年時点の価値）と推定され、人類史上最も高コストな戦争でもあった。
第二次世界大戦においては471人の名誉勲章受章者があり、このうち273人が死後追贈である。全体のおよそ9％にあたる42人は、太平洋戦線における2つの戦い、すなわち真珠湾攻撃（1941年）または硫黄島の戦い（1945年）での受章者である。また、全体のおよそ4.5％にあたる21人は、6つの戦線に渡って多数の激戦に参加した第442連隊戦闘団第100歩兵大隊に所属する日系将兵らであった。さらに第二次世界大戦中には沿岸警備隊における唯一の名誉勲章受章者が出ている。

### 朝鮮戦争
朝鮮戦争は、1948年以来分断されていた朝鮮半島の統一を目的として、1950年6月25日に朝鮮人民軍（北朝鮮軍）が韓国へと侵攻したことで勃発した。その後、アメリカ合衆国、中華人民共和国、ソビエト連邦の介入を経て、1953年7月27日に朝鮮戦争休戦協定が結ばれるまで戦闘が続いた。
この戦争について、韓国では韓国戦争や6・25（ユギオ）といった表現が使われるほか、北朝鮮では祖国解放戦争が公的な名称として使われている。ハリー・S・トルーマン米大統領は、国連軍の初期の介入を指して「警察活動」（Police action）という表現を用いている。20世紀にアメリカが関与した戦争のうち、第二次世界大戦や後のベトナム戦争ほどに注目されなかったとして、朝鮮戦争はしばしば「忘れられた戦争」（The Forgotten War）とも呼ばれる。中華人民共和国では抗美援朝戦争が公的な名称とされるが、一般には朝鮮戦争という表現も使われる。
朝鮮戦争においては145人の名誉勲章受章者があり、このうち107人が死後追贈である。

### ベトナム戦争
ベトナム戦争は、東側諸国に支援されたベトナム民主共和国（北ベトナム）と、アメリカ合衆国などに支援されたベトナム共和国（南ベトナム）との間で、1959年から1975年4月30日まで戦われた戦争である。第二次インドシナ戦争やベトナム紛争（Vietnam Conflict）などとも呼ばれるほか、ベトナム国内では米国戦争などの表現も使われる。ベトナム戦争およびその後の12ヶ月間において235名の名誉勲章受章者があった。1978年以降にはさらに22人への授与が行われており、総受章者数は257名となった。所属別の内訳は陸軍171人、海軍15人、海兵隊57人、空軍14人であった。この戦争における最初の受章者は、負傷者の救助・救命に尽力し、その後の反撃の指揮を執ったロジャー・ドンロン陸軍大尉だった。この戦争における最初の黒人受章者は、戦友を守るために手榴弾に覆いかぶさり戦死したミルトン・L・オリーブ三世陸軍上等兵である。また、攻勢を指揮している最中に戦死したライリー・L・ピッツ陸軍大尉は、名誉勲章を受章した最初の黒人将校となった。良心的兵役拒否者だったトーマス・W・ベネットは、衛生兵としての活動に対して名誉勲章を授与された。海兵隊に所属し、「兵隊神父」（The Grunt Padre）の異名で知られたビンセント・R・カポダンノなど、3人の従軍牧師も名誉勲章を授与された。

### リバティー号事件
リバティー号事件は、第三次中東戦争（6日戦争）最中の1967年6月8日、米海軍の技術調査艦リバティーが、イスラエル空軍の作戦機と魚雷艇による攻撃を受けた事件である。この事件によって船体は深刻な損傷を受け、乗組員34人が死亡、170人以上が負傷した。
| 画像                                                                              | 名前                                       | 所属 | 階級               | 場所       | 日付               | 部隊          | 備考                                                 |
| --------------------------------------------------------------------------------- | ------------------------------------------ | ---- | ------------------ | ---------- | ------------------ | ------------- | ---------------------------------------------------- |
| Top half of man in circa 1970 U.S. Navy officer uniform, before an American flag. | ウィリアム・マクゴナグル William McGonagle | 海軍 | 中佐 Commander,O-5 | 地中海東部 | 1967年6月8日 - 9日 | USSリバティー | 重症を負いながらも艦の指揮を取り続けた功績により受章 |

### ベトナム戦争後
ベトナム戦争後、アメリカは冷戦終結までにグレナダ侵攻やパナマ侵攻など、複数の比較的小規模な紛争への軍事介入を行った。また、冷戦後は中東、アフリカ、カリブ海、バルカンなどの紛争に関与した。これらの紛争については遡及的なものを含めて名誉勲章の授与は行われていない。

### ソマリア
1993年10月3日、陸軍レンジャーおよび特殊作戦軍（SOCOM）所属のデルタフォース部隊がアイディード軍幹部の逮捕のためモガディシュへと派遣された（モガディシュの戦闘）。この戦闘に際し、2機のUH-60 ブラックホーク輸送ヘリコプターが撃墜された。マイケル・デュラント准尉が操縦する2機目のUH-60が撃墜された時、デルタフォース所属の狙撃班の一員であるゲイリー・ゴードン曹長とランディ・シュガート軍曹が同機による通信を傍受していた。彼らは撃墜されたUH-60付近に展開し、重傷を負った生存者4名の援護を行った。地上部隊による増援が困難と伝えられると、ゴードンは自分たちが墜落地点に向かい、生存者の護衛にあたると提案した。彼の申し出は2度拒否されたものの、3度目でようやく認められた。狙撃チームが携行していた火器は狙撃銃とピストルのみだった。
猛烈な銃撃を掻い潜り墜落地点にたどり着いたゴードンとシュガートはUH-60の残骸から生存者を救い出し、防衛線を設定して防御陣地の構築を行った。デュラントの助けを借りながら、狙撃チームはUH-60に積載されていたアサルトライフルを持ち出し、残骸の反対側から接近してくるソマリア民兵への攻撃を行った。シュガートとゴードンはすべての弾薬を使い果たした後に戦死した。生存者は捕虜となったデュラントのみだった。デュラントによれば、この戦闘で少なくとも25名のソマリア民兵を殺害し、より多くを負傷させたという。
1994年5月23日、ビル・クリントン大統領はゴードンとシュガートの未亡人へ名誉勲章を贈った。彼らは狙撃兵としては唯一の名誉勲章受章者である。書籍『Black Hawk Down: A Story of Modern War』およびこれを原作とする映画『ブラックホーク・ダウン』では、この戦闘についても描かれている。

## 21世紀

### アフガニスタン
2001年10月7日に起こったアフガニスタン紛争は、アメリカおよびイギリス、NATO同盟各国が同年9月11日のアメリカ同時多発テロ事件への報復として展開した戦いである。いわゆる対テロ戦争の発端となった。侵攻の目的はテロ首謀者ウサーマ・ビン・ラーディンの逮捕、テロ組織アルカーイダの壊滅、およびアルカーイダ構成員を匿い各種支援を行ってきたターリバーン政権の排除と定められていた。2001年以降、13名のアメリカ軍人がアフガニスタンでの戦功に対し名誉勲章を授与されており、このうち3名が死後追贈となっている。ジャレド・C・モンティ陸軍一等軍曹は、自らの命と引き換えに負傷者の救出を試みたことで名誉勲章を追贈された。マイケル・P・マーフィー海軍大尉は、反政府勢力との戦いに加えて、彼の所属するチームが圧倒的に優勢な敵軍に包囲された際、自らの命を犠牲としながらも、支援を求めるため本部との連絡を確立した功績から名誉勲章を追贈された。ロバート・ジェームズ・ミラー陸軍二等軍曹の遺族は、2010年10月6日に名誉勲章を受け取った。2007年に負傷した戦友を救った功績から受章者となったサルバトーレ・ジュンタ陸軍特技兵は、ベトナム戦争以来初めて生存したまま名誉勲章の授与を受けた軍人である。2011年にバラク・オバマ大統領から授与を受けたルロイ・ペトリー陸軍一等軍曹もまた生存時受章となった。ダコタ・メイヤー海兵伍長は、ガンジガルの戦いでの戦功について名誉勲章を授与された。以後、7人が連続して生存時授与を受けている。

### イラク
イラク戦争は、2003年3月20日にアメリカ、イギリス、オーストラリア、ポーランドなどが参加する多国籍軍がアメリカ主導のもとで実施したイラク侵攻を発端とする戦争である。第二次湾岸戦争、イラクの自由作戦（米軍）、テリック作戦（英軍）、イラク占領などと呼ばれることもある。イラクでは陸軍から2人、海兵隊から1人、海軍から1人の名誉勲章受章者が出ている。ポール・レイ・スミス陸軍一等軍曹は、2003年4月4日の戦闘において、負傷者の後退を援護するべく敵軍の足止めを行った戦功からイラク戦争における最初の受章者となった。ジェイソン・ダナム海兵伍長、ロス・A・マクギニス陸軍特技兵、マイケル・A・モンスーア海軍二等警衛兵曹は、いずれも戦友を守るため手榴弾に覆いかぶさって戦死したことから名誉勲章を授与されている。

### 生来の決意作戦
生来の決意作戦は、アメリカ合衆国および有志国連合軍による過激派組織ISILへの対応として、2014年8月から開始された。トーマス・パトリック・ペイン陸軍曹長は、2015年10月22日にイラク北部キルクークでの救出作戦で危険を顧みず70余命の人質を救出したことから、名誉勲章を授与された。デルタフォース隊員としては1993年のモガディシュの戦い以来の受勲であり、また初の存命中の授与となった。

## 平時
第二次世界大戦以前は直接の戦闘に関連しない功績についても名誉勲章を授与することがあり、193人が戦闘以外の功績に関する受章者となった。その大部分は溺れている同僚を救助した、あるいは救助を試みた海軍将兵であった。この内の1人であるテレスフォロ・トリニダード海軍二等機関兵曹は、2010年時点で唯一のアジア系水兵としての受章者である。一般の救命活動のほか、軍艦サギノーが遭難した際、救助を求めるため小さなボートで31日間に渡って航海したウィリアム・ハルフォード艇長が受章者となっている。
3人の探検家は、特別議会制定法のもとで名誉勲章を授与された。チャールズ・リンドバーグは単独無着陸大西洋横断飛行の成功を、フロイド・ベネットとリチャード・バードは北極点への往復飛行の成功を讃えて名誉勲章を授与された。また、アドルファス・グレーリーは、陸軍における「勤続期間」（lifetime ）について名誉勲章を授与された。

## 外国人
外国軍に従軍した個人が名誉勲章を受章した例はない。現行法である合衆国法典第10編第6241条 10 U.S.C. § 6241には、名誉勲章の授与要件となる勇敢な行いの時点でアメリカ軍人として従軍していなければならないと明記されている。ただし、第一次世界大戦における5ヶ国の「無名戦士の墓」には名誉勲章が贈られている。1921年10月17日、イギリスの無名戦士の墓に対してジョン・パーシング将軍から名誉勲章が贈られたほか、ルーマニアの無名戦士の墓、フランスの無名戦士の墓、ベルギーの無名戦士の墓、イタリアの無名戦士の墓にも同様に名誉勲章が贈られた。これに対する返礼として、各国ともアメリカの無名戦士の墓に対して同等の勲章等を贈っている。

## その他
- アフリカ系アメリカ人の名誉勲章受章者の一覧（英語版）
- アジア・太平洋諸島系アメリカ人の名誉勲章受章者の一覧（英語版）
- ラテン系アメリカ人の名誉勲章受章者の一覧（英語版）
- アイルランド系アメリカ人の名誉勲章受章者の一覧（英語版）
- イタリア系アメリカ人の名誉勲章受章者の一覧（英語版）
- ユダヤ人の名誉勲章受章者の一覧（英語版）
- ネイティブ・アメリカンの名誉勲章受章者の一覧（英語版）
- ポーランド系アメリカ人の名誉勲章受章者の一覧（英語版）
- プエルトリコ人の名誉勲章受章者の一覧（英語版）
- 陸軍士官学校で教育を受けた名誉勲章受章者の一覧（英語版）
- 海軍兵学校で教育を受けた名誉勲章受章者の一覧（英語版）
- 第1ウェストバージニア騎兵連隊からの名誉勲章受章者の一覧（英語版）